# Imgur
Imgur è un servizio di image hosting e di photosharing, fondato da Alan Schaaf nel 2009. Il servizio è diventato popolare con l'hosting di immagini virali e meme, in particolare quelle pubblicate su Reddit.

## Storia
Offre immagini gratuite a milioni di utenti ogni giorno, oltre trenta terabyte di immagini giornalmente. Il servizio nasce come risposta ai problemi di usabilità riscontrati in servizi simili, che il fondatore descrive come "confusi e fastidiosi". Il sito è diventato popolare dopo la sua comparsa sui siti di notizie sociali come Digg e Technorati.
Il 10 gennaio 2010, Schaaf ha annunciato la creazione di account Imgur, che consentono agli utenti di creare gallerie di immagini personalizzate e gestire le proprie immagini. Gli utenti possono inoltre accedere con Twitter, Google, Facebook e gli account di Yahooǃ.